# Tlemcen
Tlemcen (tiếng Ả Rập: تلمسان) là một thành phố thủ phủ của tỉnh Tlemcen của Algérie. Thành phố có tổng diện tích km², trong đó diện tích đất là km², dân số theo ước tính năm 2005 là 172.540 người. Đây là thành phố lớn thứ 17 Algérie.